# Gauliga Westfalen 1943/44
Die Gauliga Westfalen 1943/44 war die elfte Spielzeit der Gauliga Westfalen im Fußball. Die Meisterschaft sicherte sich der FC Schalke 04 mit acht Punkten Vorsprung auf den VfL Altenbögge. Schalke qualifizierte sich für die Endrunde um die deutsche Meisterschaft, wo sie im Achtelfinale nach einer 1:2-Niederlage gegen die Duisburger Kriegsspielgemeinschaft SpV/TuS 48/99 ausschieden. Arminia und der VfB 03 Bielefeld bildeten von Saisonbeginn an eine Kriegsspielgemeinschaft. Ab Januar 1944 bildeten der VfL und der SV Preußen 07 ebenfalls eine solche Kriegsspielgemeinschaft. In der Saison 1944/45 wurde die Gauliga in drei Gruppen aufgeteilt.

## Abschlusstabelle
| Pl. | Verein                  | Sp. | S  | U | N  | Tore    | Quote | Punkte |
| --- | ----------------------- | --- | -- | - | -- | ------- | ----- | ------ |
| 1.  | FC Schalke 04 (M)       | 18  | 16 | 1 | 1  | 061:100 | 6,10  | 33:30  |
| 2.  | VfL Altenbögge          | 18  | 11 | 3 | 4  | 043:220 | 1,95  | 25:11  |
| 3.  | Borussia Dortmund       | 18  | 10 | 4 | 4  | 046:210 | 2,19  | 24:12  |
| 4.  | SpVgg Erkenschwick (N)  | 18  | 8  | 3 | 7  | 049:520 | 0,94  | 19:17  |
| 5.  | Westfalia Herne         | 18  | 7  | 2 | 9  | 031:350 | 0,89  | 16:20  |
| 6.  | KSG Preußen/VfL Bochum  | 18  | 6  | 3 | 9  | 026:420 | 0,62  | 15:21  |
| 7.  | SpVgg Röhlinghausen     | 18  | 5  | 5 | 8  | 029:370 | 0,78  | 15:21  |
| 8.  | Alemannia Dortmund (N)  | 18  | 5  | 3 | 10 | 033:450 | 0,73  | 13:23  |
| 9.  | Alemannia Gelsenkirchen | 18  | 3  | 4 | 11 | 020:470 | 0,43  | 10:26  |
| 10. | KSG Bielefeld           | 18  | 2  | 6 | 10 | 023:500 | 0,46  | 10:26  |

| (M) | Titelverteidiger               |
| (N) | Aufsteiger aus der Bezirksliga |

## Aufstiegsrunde

### Gruppe I
| Platz | Verein                | Spiele | Tore  | Quote | Punkte |
| ----- | --------------------- | ------ | ----- | ----- | ------ |
| 1.    | Wehrmacht SG Minden   | 6      | 29:60 | 4,83  | 10:20  |
| 2.    | SG Wattenscheid 09    | 6      | 23:80 | 2,88  | 10:20  |
| 3.    | SV Hagen 10           | 6      | 10:18 | 0,56  | 04:80  |
| 4.    | Sportfreunde Gladbeck | 6      | 05:35 | 0,14  | 00:12  |

### Gruppe II
| Platz | Verein               | Spiele | Tore  | Quote | Punkte |
| ----- | -------------------- | ------ | ----- | ----- | ------ |
| 1.    | BC Bövinghausen      | 7      | 27:11 | 2,45  | 10:4   |
| 2.    | Borussia Rheine      | 6      | 14:13 | 1,08  | 07:5   |
| 3.    | SC Hassel            | 5      | 07:60 | 1,17  | 06:4   |
| 4.    | KSG Ahlen            | 6      | 10:18 | 0,56  | 03:9   |
| 4.    | KSG Siegen-Eiserfeld | 2      | 02:12 | 0,17  | 00:4   |

Die fehlenden Spiele wurden nicht mehr ausgetragen. Borussia Rheine verzichtete auf den Aufstieg.